# Michalīs Koukoulakīs
Michalīs Koukoulakīs (Μιχάλης Κουκουλάκης; Candia, 25 giugno 1975) è un ex arbitro di calcio greco.

## Carriera
Originario di Candia, isola di Creta, diviene arbitro nel 1992, e successivamente comincia la sua scalata, fino ad arrivare nella massima serie greca nel 2004. È nominato arbitro FIFA con decorrenza dal 1º gennaio 2008.
Nello stesso inizia già a dirigere a livello europeo in turni preliminari dell'allora Coppa UEFA ed Intertoto, e anche in partite di qualificazione tra nazionali giovanili.
Nel mese di agosto del 2009 fa il suo esordio in una gara tra nazionali maggiori, dirigendo l'incontro tra Isole Fær Øer e Francia, terminato 0-1 e valido per le qualificazioni ai mondiali del 2010.
A partire dal 2011 inizia ad essere stabilmente designato nella fase a gironi dell'Europa League, facendo il suo esordio il 15 settembre 2011 nella partita della prima giornata tra Steaua Bucarest e Schalke 04. Per ciò che riguarda la UEFA Champions League, ha solo diretto turni preliminari. Inoltre, è stato visto all'opera in occasione di diverse partite di qualificazione tra nazionali maggiori.
Nel febbraio 2013 fa il suo esordio nella fase ad eliminazione diretta dell'Europa League, dirigendo il match di andata dei sedicesimi di finale tra gli italiani dell'Inter e i rumeni del CFR Cluj.

## Fonti
- Sito della UEFA, su UEFA.com.
- Sito della FIFA, su FIFA.com.